# Longrita arcoona
Longrita arcoona är en spindelart som beskrevs av Norman I. Platnick 2002. Longrita arcoona ingår i släktet Longrita och familjen Trochanteriidae.
Artens utbredningsområde är Sydaustralien. Inga underarter finns listade i Catalogue of Life.